# Змеиный зал (книга)
Змеиный зал (англ. The Reptile Room) — новелла Дэниела Хэндлера, вторая из тринадцати книг серии «33 несчастья».

## Сюжет
Когда общественности стали известны планы Графа Олафа, пытавшегося заполучить наследство Бодлеров, мистер По забирает детей из дома Олафа и отвозит их к новому опекуну, доктору Монгомери Монтгомери, к дому которого ведёт Паршивая тропа, где стоит едкий запах хрена. По словам мистера По, Монтгомери - брат жены кузена их скончавшегося отца.
Доктор Монтгомери, который просит называть его дядей Монти, низкий, довольно полный мужчина с круглым лицом пунцового цвета. Он встречает детей тепло, кокосовым тортом с вкусным кремом. По мнению детей, он гораздо дружелюбней Графа Олафа, и даёт ребятам полную свободу в своём доме. У каждого из них своя комната. Монти рассказывает Бодлерам, что скоро они отправятся в экспедицию в Перу, когда прибудет его ассистент Стефано, который придёт на замену постоянному ассистенту доктора Монтгомери по имени Густав.
В доме дяди Монти живёт огромное количество змей - им отведён целый Змеиный зал - гигантская комната, в которой доктор Монтгомери держит свои экспонаты. Там они знакомятся с Невероятно Смертоносной Гадюкой - недавним открытием Монти. Учёный решил дать змее это имя в шутку, так как животное, на самом деле, абсолютно безвредно. Кроме того, таким образом он хотел пошутить над членами Герпетологического Общества, которые вечно издевались над его именем. Вскоре все трое получают работу в Змеином зале - Вайолет должна починить старые и изобрести новые ловушки для поимки новых змей, Клаус должен читать книги, чтобы больше узнать о животном мире Перу, а Солнышко должна перекусывать верёвки, чтобы сделать из них несколько штук. Кроме того, Солнышко очень подружилась с Невероятно Смертоносной Гадюкой.
Когда Стефано наконец приезжает, Бодлеры понимают, что перед ними замаскированный Граф Олаф. Они пытаются убедить в этом дядю Монти, но Стефано мешает всем их попыткам. В конце концов, Монти понимает, что Стефано самозванец, но учёный считает, что мужчина приехал в его дом, чтобы украсть Невероятно Смертоносную Гадюку. Монти рассказывает об этом детям, а затем рвёт на части билет Стефано и говорит, что тот не поедет с ним в Перу. Оставшись наедине с Бодлерами, Граф Олаф угрожает им, сказав, что у него есть план насчёт их экспедиции в Перу, и он ещё вернётся, а затем исчезает.
В день отъезда в экспедицию, дети находят тело дяди Монти в Змеином зале. На его шее виднеются следы змеиного укуса. Приехавшей полиции Стефано говорит, что Монти стал жертвой Невероятно Смертоносной Гадюки. Стефано решает отвезти детей в Перу, где ему будет проще найти способ добраться до наследства, но по дороге машина Олафа врезается в машину мистера По. Всем приходится вернуться в дом Монти, где По и Стефано обсуждают будущее детей. Бодлеры пытаются доказать, что это Стефано, замаскированный Олаф, убил Монти, но их никто не слушает.
Дети понимают, что им нужны серьёзные доказательства. Клаус и Солнышко решают устроить диверсию для разоблачения Олафа: Невероятно Смертоносная Гадюка делает вид, что нападает на Солнышко, и, когда По приходит в ужас, Стефано сам раскрывает себя, когда говорит, что девочке ничего не угрожает, так как змея не ядовита, хотя раньше Стефано утверждал, что ничего не знает о животных Монтгомери. Между тем, Вайолет находит шприц, с помощью которого Стефано ввёл дяде Монти дозу змеиного яда, убившего его. Мистер По просит Стефано показать свою лодыжку, но татуировки в виде глаза - отличительной черты графа Олафа - там нет. Затем мистер По протирает ногу Стефано своим платком и обнаруживает глаз. Однако Олафу удаётся сбежать, прежде чем его успели арестовать. Мистер По говорит Бодлерам, что впереди их ждёт встреча с новым опекуном.

## Культурные отсылки и литературные аллюзии
- Виргинская волчья змея (англ. Virginian Wolfsnake) - отсылка к писательнице Вирджинии Вулф. Монти просит Бодлеров уберечь печатную машинку от змеи.
- Когда мистер По паникует после так называемого нападения Невероятно Смертоносной Гадюки на Солнышко, он произносит несколько имён - Господь, Аллах, Зевс и Гера, Мария и Иосиф, Натаниэль Хоторн. Все первые имена отсылают к мировым религиям, в то время как Натаниэль Хоторн — английский писатель девятнадцатого века.
- Доктор Монтгомери Монтгомери - герпетолог (учёный, изучающий рептилий). Это отсылка к фильму Летающий цирк Монти Пайтона.
- Название Лодки, Просперо, и имя замаскированного Олафа, Стефано, являются отсылками к пьесе Вильяма Шекспира Буря.
- Раздумывая над тем, как разоблачить Графа Олафа, Солнышко просят следить за дверью и кусать каждого, кто попытается войти в Змеиный зал. Солнышко говорит нечто вроде Экройд!, а Лемони Сникет разъясняет, что, вероятно, это значит Роджер! (с английского roger that! или просто roger! переводится как вас понял! и, как правило, используется в радиопередачах). Здесь представлена отсылка к детективному роману Агаты Кристи 1926 года Убийство Роджера Экройда.
- Раздумывая над тем, как разоблачить Графа Олафа, Солнышко просят следить за дверью и кусать каждого, кто попытается войти в Змеиный зал, что является отсылкой к фильму Акиры Курасавы "семь самураев".